# كيري مكوي
كيري مكوي (بالإنجليزية: Kerry McCoy) هو مصارع رياضي أمريكي، ولد في 2 أغسطس 1974 في Riverhead, New York ‏ في الولايات المتحدة.

## وصلات خارجية
- كيري مكوي على موقع قاعدة بيانات المصارعة الدولية (الإنجليزية)
- كيري مكوي على موقع أوليمبيديا (الإنجليزية)